# 仓门街街道
仓门街街道，是中华人民共和国青海省西宁市城中区下辖的一个乡镇级行政单位。

## 行政区划
仓门街街道下辖以下地区：
石坡街社区和前营街社区。